# Wolf Blitzer
Wolf Blitzer (Augsburgo, 22 de março de 1948) é um jornalista e escritor estadunidense nascido na Alemanha. Ele é o atual âncora do The Situation Room with Wolf Blitzer na rede de televisão CNN.

## Biografia
Blitzer nasceu em Augsburgo, Alemanha Ocidental, filho de Cesia Blitzer (née Zylberfuden) e David Blitzer. Seus pais eram refugiados judeus da Polônia que sobreviveram ao campo de concentração de Auschwitz; seus avós, dois tios e duas tias por parte de pai morreram todos lá. Blitzer e sua família imigraram para os Estados Unidos após a Segunda Guerra Mundial.

## Carreira
Blitzer iniciou sua carreira no jornalismo no início dos anos 1970, no escritório da agência de notícias Reuters em Tel Aviv. Em 1973, ele chamou a atenção do editor do The Jerusalem Post, Ari Rath, que o contratou como correspondente em Washington para o jornal israelense. Blitzer permaneceu no Jerusalem Post até 1990, cobrindo a política e os desenvolvimentos americanos no Oriente Médio.
Em meados da década de 1970, Blitzer também trabalhou para o Comitê Americano de Assuntos Públicos de Israel (American Israel Public Affairs Committee, AIPAC) como editor do Near East Report. Enquanto estava na AIPAC, os trabalhos de Blitzer focaram-se nos assuntos do Oriente Médio relacionados à política externa dos Estados Unidos.
Em uma coletiva de imprensa na Casa Branca em abril de 1977, Blitzer perguntou ao líder egípcio Anwar Sadat por que estudiosos, atletas e jornalistas egípcios não tinham permissão para visitar Israel. Sadat respondeu que essas visitas seriam possíveis após o fim do estado de beligerância entre as duas nações. Em novembro daquele ano, Sadat fez uma visita histórica a Israel, e Blitzer cobriu as negociações entre os dois países desde a primeira conferência de imprensa conjunta israelense-egípcia em 1977, até as negociações finais que levariam à assinatura do tratado de paz israelo-egípcio dois anos depois. 

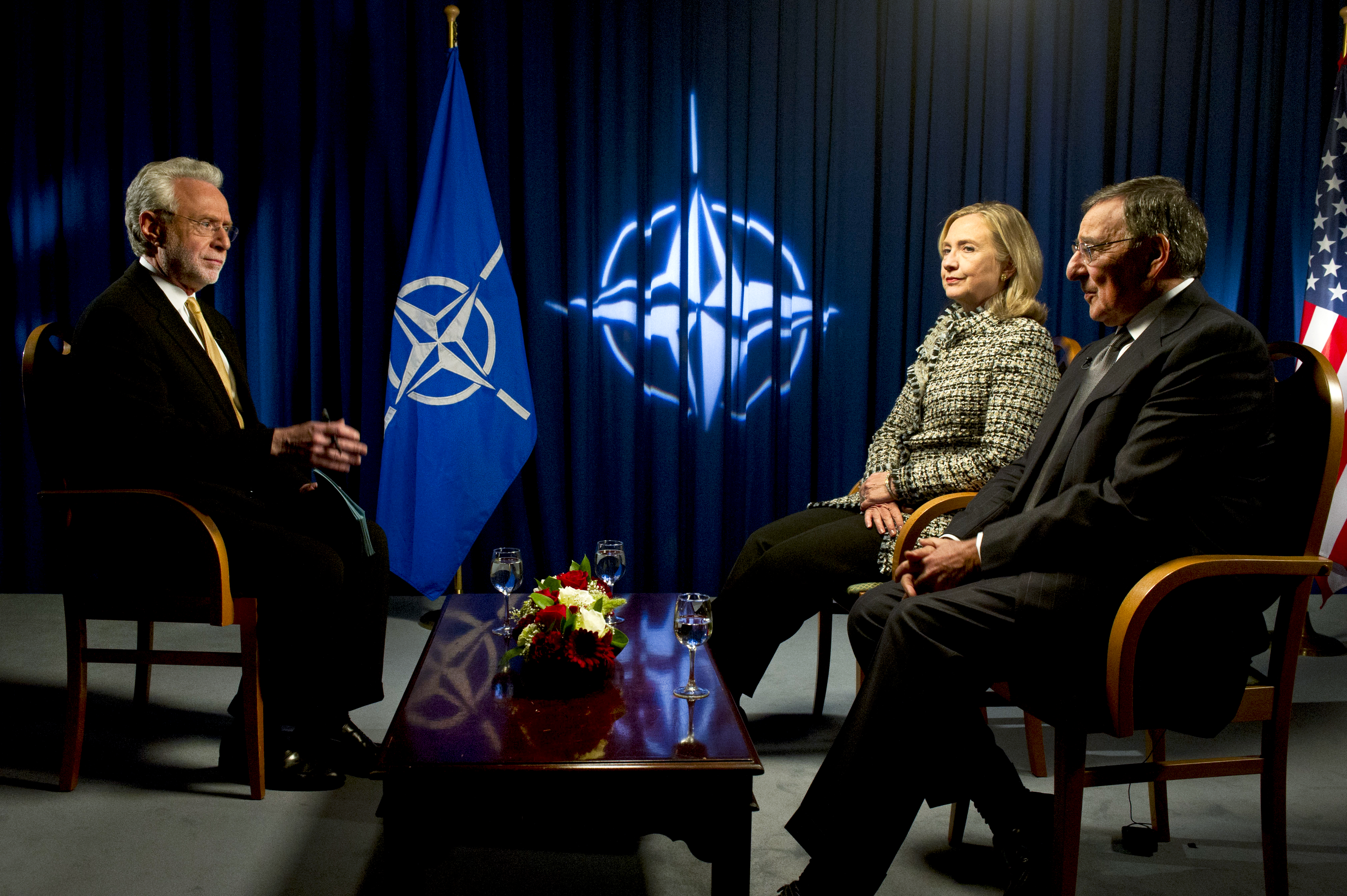
Blitzer entrevista o secretário de Defesa dos EUA, Leon Panetta, e a secretária de Estado Hillary Clinton em 2012.

Em 1986, ele ficou conhecido por sua cobertura da prisão e julgamento de Jonathan Pollard, um judeu americano acusado de espionar Israel. Ele foi o primeiro jornalista a entrevistar Pollard, e mais tarde escreveu um livro sobre o caso, intitulado Territory of Lies. O livro subsequente de Blitzer sobre o caso foi incluído na lista de "Livros Notáveis do Ano" do New York Times em 1989. Em sua resenha, o Times elogiou o livro como "lúcido e altamente legível".
Em maio de 1990, Blitzer foi contratado pela rede CNN e trabalhou como repórter de assuntos militares. A cobertura de sua equipe da primeira Guerra do Golfo no Kuwait ganhou um prêmio CableACE e fez dele um nome familiar. Em 1992, ele se tornou correspondente da CNN na Casa Branca, cargo que ocuparia até 1999. Durante esse período, ele ganhou um Emmy Award por sua cobertura do atentado a bomba em 1995 na cidade de Oklahoma. Em 1998, ele começou a apresentar o programa de entrevistas da CNN no domingo de manhã, Late Edition with Wolf Blitzer, que foi visto em mais de 180 países. Em 2000, ele começou a apresentar seu próprio programa, Wolf Blitzer Reports, que durou até 2005.
Desde 2004, Blitzer cobriu todas as eleições presidenciais dos EUA para CNN. Desde 8 de agosto de 2005, ele apresenta o The Situation Room, um programa de entrevistas na emissora.